# 강동초등학교 단구분교
강동초등학교 단구분교는 대한민국 경상북도 경주시 강동면 단구안계길 62-1 (단구리)에 있었던 공립 초등학교이다.

## 연혁
- 1946년 9월 15일: 양동국민학교 다산분교장 발족
- 1948년 9월 24일: 다산분교장 인가
- 1949년 10월 5일: 단구국민학교로 승격
- 1996년 3월 1일: 단구초등학교로 개칭
- 1999년 9월 1일: 강동초등학교 단구분교로 편입
- 2014년 3월 1일: 폐교